# École européenne de Bruxelles III
L'école européenne de Bruxelles III est l'une des 15 écoles européennes et l'une des 4 situées à Bruxelles. Elle est située dans la commune belge d'Ixelles (Elsene). Elle a environ 3000 élèves répartis sur sept sections de langue (anglais, français, allemand, espagnol, néerlandais, grec et tchèque). Elle va de l'école maternelle à l'école secondaire.  L’école se situe sur le Campus de la Plaine, à proximité direct des stations Delta et Hankar.

## Histoire
L'école a été fondée en 1999, principalement pour les enfants du personnel de l'Union Européenne, mais elle accueille également d'autres élèves. L'école est gratuite pour les premiers tandis que les seconds paient des frais allant jusqu'à 10 135,48 € (en 2012) pour le premier enfant.
Au cours des dernières années, le nombre d'étudiants n'a cessé d'augmenter, ce qui a conduit à la création de l'école européenne de Bruxelles IV à Laeken.
Toutes les Écoles Européennes respectent les objectifs fixés par Jean Monnet :
« Éduqués côte à côte dès la petite enfance sans divisions ou préjugés, en les familiarisant avec tout ce qui est grand et bon dans chaque cultures. {...} Sans cesser de regarder vers leurs propres pays avec amour et fierté, ils vont devenir des Européens, formés et prêts à compléter et consolider le travail de leurs pères a pour apporter une Europe unie et prospère. »

## Éducation

### École primaire
Elle dure 5 années.
À l'école primaire, les élèves étudient leur langue maternelle, les mathématiques, les sciences, l'art, la musique, et les sports. Tous reçoivent un enseignement dans leur langue maternelle. À partir de la première année, ils apprennent une langue étrangère. Les élèves peuvent choisir entre l'anglais, le français ou l'allemand pour leur deuxième langue. Ce choix va devenir la langue de travail de l'élève, à partir de la troisième année de l'école secondaire celle des cours d'histoire, de géographie, et d'autres matières. Pendant les « heures européennes », les enfants de différentes origines et nationalités se rejoigne dans des activités. Pour les heures européennes, les élèves vont changer d'enseignants et donc de classes chaque mois. Cependant, les élèves peuvent choisir de rejoindre chœur ou de l'orchestre à la place des heures européennes.

### École secondaire

#### Années 1, 2, 3
Pendant les trois premières années de l'école secondaire, les étudiants suivent les cours suivants: Langue 1 (langue maternelle), Langue 2 (langue de travail), Langue 3 à partir de la première année,  Latin (en option) à partir de la deuxième année, Mathématiques, Sciences, Sciences humaines(dans la deuxième langue à partir de la 3e année), les TIC (Informatique),  Art,  Musique,  Sport,  Religion (Protestante, Catholique, Islam, Judaïsme, Bouddhisme) ou Éthique, et des Activités complémentaires (disponible uniquement pour la troisième année).

#### Années 4 et 5
Dans les deux années suivantes, les étudiants ont un certain nombre de cours obligatoires et quelques options. Les cours obligatoires sont : Langue 1, Langue 2, Langue 3 (doit être une langue de l'union européenne), Religion/Éthique, Sport, Histoire,  Géographie, Physique, Chimie,  Biologie, Mathématiques (4 périodes par semaine ou 6).
Les cours à option sont: Langue 4, Latin, Économie (en langue 2), les TIC (Informatique), Art, Musique.
Lors de la quatrième année, les élèves reçoivent constamment des tests, qui sont de plus en plus important dans l'évaluation de l'élève. Ces tests sont appelés B-tests. Les élèves auront également à faire 2 examens pour leur première Langue. En cinquième année, ils auront 2 examens dans chaque cours.

#### Années 6 et 7
Les étudiants ont plus de liberté dans leurs choix et doivent choisir les matières de leur baccalauréat européen.
Les cours obligatoires sont : Langue 1, Langue 2, Philosophie (2 heures), Mathématiques (3 ou 5 heures aux choix), Biologie (2 heures si Chimie 4h, Physique 4h ou Biologie 4h n’ont pas été choisis), Histoire (2 heures), Géographie (2 heures), Sport (2 heures),
Religion/Éthique (1 heure)
Les cours à option sont : Latin, Économie (4h), Physique (4h), Chimie (4h), Biologie (4h), Langue 3, Langue 4, Philosophie (4h), Histoire (4h), Géographie (4h), Art (2 ou 4h),  Musique (4h), Langue 5, Études de Laboratoire (2h), Introduction à l'économie (2h), Sciences politiques (2h), Sociologie (2h) et Mathématiques avancées (3h en plus des 5h de base).
À la fin de la septième année, les étudiants doivent passer les examens du baccalauréat européen.

### Événements
L'événement principal de l'école est la fête du printemps (Springfest). C'est un jour de printemps où la journée d'école habituelle est remplacée par une journée d'activités récréatives. Elle se déroule à la fois dans le primaire et dans le secondaire. Les élèves ont l'occasion d'y démontrer leurs talents, en particulier au cours de la cérémonie d'ouverture, et leur créativité lors du défilé de mode. Durant cette journée, les élèves et leurs parents peuvent acheter des plats provenant de toute l’Europe, jouer à des jeux, et acheter des livres de seconde main, ainsi que bien d'autres activités.
En 2021, à la suite des événements liés au Covid-19, la Springfest fut sévèrement réduite où seule la cérémonie d'ouverture a eu lieu.